# Z (Rapper)
Z (bürgerlich Ali Firatoğlu), auch Zehir Z, Z.Baba oder Zehir genannt, ist ein deutscher Rapper mit kurdischen Wurzeln aus Berlin.

## Leben
Seine Familie kommt ursprünglich aus der osttürkischen Stadt Varto (Provinz Muş).
Erste Bekanntheit erlangte Ali Firatoglu 2014 und 2015 durch einige Auftritte bei Rap am Mittwoch und gewann unter anderem ein Battle gegen den damals noch unbekannten Capital Bra. Er kam insgesamt zwei Mal in ein Finale, von denen er eines gewann. Nach Rap am Mittwoch nahm er vereinzelt einige Songs auf, die mit Musikvideo auf YouTube veröffentlicht wurden. Mit Ibrahimovic wurde 2017 zudem seine erste Single ausgekoppelt.
2018 gründete PA Sports ein zweites Label namens Dreamseller, wo Zehir als erster Rapper unter Vertrag genommen wurde. Mit Balotelli wurde auch eine Videosingle veröffentlicht. Des Weiteren brachte er mit PA Sports und Moe Phoenix den Song DJ Khaled heraus. Aus nicht genannten Gründen wurde das Label, auf dem einige Rapper unter Vertrag standen, nicht mehr weitergeführt, womit auch die Zusammenarbeit mit Zehir endete. Auch das Musikvideo zu Balotelli wurde heruntergenommen. Im Februar 2019 brachte Zehir die Single Masallah heraus, jedoch ohne Musikvideo.
Dezember 2019 nahm ihn Mert auf seinem Label Mula Brothers unter Vertrag. Gleichzeitig erschien Anfang März die Videosingle U23, die am Tag der Veröffentlichung auf Platz 2 der YouTube-Trend-Charts stieg und diesen Platz über einen längeren Zeitraum behielt. Zudem stand das Lied auf Platz 15 in der ersten Woche sowie Platz 20 in der zweiten Woche der deutschen Spotify-Wochencharts. In den offiziellen deutschen Singlecharts stieg es auf Platz 19 ein. Für Zehir ist dies die erste Chartplatzierung überhaupt, für Mert die erste Top-20-Platzierung. Im Juli 2021 veröffentlichten Mert und Z ihr gemeinsames Album "Joga Bonito", welches Platz 13 (1 Woche) in den offiziellen deutschen Charts erzielte. Für Z handelt es sich hierbei um das erste Studioalbum.

## Diskografie

### Alben
- 2021: Joga Bonito (mit Mert)

### Singles
- 2020: U23 (mit Mert)
- 2020: Kiro
- 2020: Leylim Ley
- 2021: Kampfansage (mit Mert)
- 2021: Abi Abi (mit Mert)
- 2021: Shu Q-Seng (mit Mert)
- 2021: No Defence (mit Mert)
- 2021: Genkidama (mit Mert)
- 2021: Cetirizin (mit Mert)
- 2022: Disneyland
- 2022: Lak Shu Cousin

### Gastbeiträge
- 2020: Punchline Gewitter (Mert ft. Z)
- 2020: Picasso (Mert ft. Z)
- 2021: Udon Freestyle (Royal Collective feat. Isaiahthep0et, Don Leon, Boba, Z, King Akina, Poyo)
- 2021: Blut (Mois, Maestro ft. Massiv, Manuellsen, Sarhad, Azzi Memo, Pietro Lombardi, Ramo, Fard, Mert, Z, King Khalil, Sinan-G, KAY AY)
- 2022: Istanbul United (Ali471 ft. Mert, Z)